# Curva de costo
En economía una curva de costo es una gráfica de los costos de producción como una función de la cantidad total producida. En una economía de mercado libre, las empresas productivamente eficientes usan estas curvas para encontrar el punto óptimo de producción (minimizar los costos), y las enfocadas a la maximización de ganancias pueden utilizarlas para decidir las cantidades de salida para alcanzar dichos objetivos. Existen varios tipos de curvas de costos, todas relacionadas una con otra, incluyendo las curvas de costos totales y promedio, hasta las marginales (por cada unidad adicional), que son iguales al diferenciar las curvas de costo total. Algunas se pueden aplicar en el corto plazo y otras en el largo plazo.

## Curva de costo medio a corto plazo (SRAVC por sus siglas en inglés)
El costo variable medio (que es un concepto de corto plazo) es el costo variable (normalmente costos de trabajo) por unidad producida:  SRAVC = wL / Q donde w es el salario, L es la cantidad de mano de obra utilizada y Q es la cantidad de productos terminados. La curva SRAVC traza el costo variable medio a corto plazo con respecto a un nivel de producción determinado y típicamente tiene forma de U.

## Curva de costo total medio a corto plazo (SRATC o SRAC por sus siglas en español)

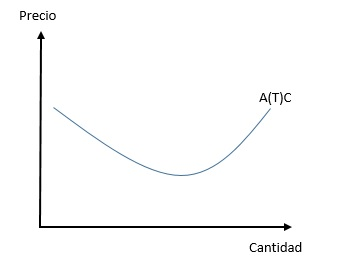
Curva típica de costo medio a corto plazo

La curva de costo total medio es construida para capturar la relación entre el costo por unidad producida y el nivel de producción, ceteris paribus. Una empresa perfectamente competitiva y productivamente eficiente organiza sus factores de producción a manera que el costo promedio de producción se encuentre en el punto más bajo. En el corto plazo, al menos un factor de producción es fijo, y esto ocurre a un nivel de producción donde se ha disfrutado de todas las posibles ganancias promedio de costos por el aumento de producción.
El costo total a corto plazo está dada por 
STC = PKK+PLL,
donde PK es el precio unitario de utilizar el capital físico por unidad de tiempo, PL es el precio unitario de mano de obra por unidad de tiempo (la tasa de salario), K es la cantidad de capital físico utilizada y L es la cantidad de mano de obra utilizada. De esto obtenemos el costo promedio a corto plazo, llamada SATC o SAC por sus en inglés, como también STC / Q:
SRATC or SRAC = PKK/Q + PLL/Q = PK / APK + PL / APL,
Donde APK = Q/K es el producto promedio de capital y APL = Q/L es el producto promedio de mano de obra.: 191 
El costo medio a corto plazo es igual a los costos fijos medios más los costes variables medios. El costo medio fijo constantemente disminuye a medida que aumenta la producción en el corto plazo, esto porque K es fijo en el corto plazo. La forma de la curva de costo variable promedio es determinado directamente por los retornos marginales crecientes y decrecientes de la variable de entrada (convencionalmente mano de obra).: 210 

## Curva de costo medio a largo plazo (LRAC por sus siglas en inglés)

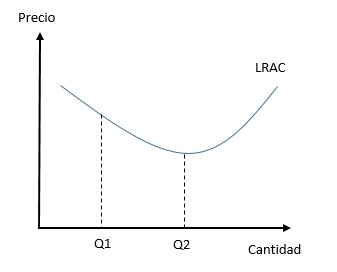
Curva típica de costo promedio a largo plazo

La curva de costo medio a largo plazo representa el costo por unidad producida en el largo plazo—que es, cuando todos los niveles de insumos productivos' pueden variar. Todos los puntos de la línea representan combinaciones de factores con un costo mínimo; los puntos por encima de la línea son alcanzables, pero son poco inteligentes, mientras que los puntos de bajo de la línea son inalcanzables con los factores de producción actuales. El supuesto de comportamiento subyacente de la curva es que el productor seleccionará la combinación de entradas que producirá una salida con el menor costo posible. Debido a que LRAC es una cantidad promedio, no hay que confundirlo con la curva de costo marginal a largo plazo, la cual es el costo de producir una unidad más.: 232  La curva LRAC es creada como una combinación de una infinidad de curvas de costo promedio a corto plazo, cada una basada en un nivel particular de uso de capital.: 235  La curva normalmente tiene forma de U, y refleja los rendimientos de escala crecientes, con pendiente negativa; mientras que los rendimientos constantes a escala, donde los retornos son horizontales y decrecientes (debido al aumento en el precio de los factores), tienen pendiente positiva.: 234  Contrario a lo que plantea Viner, esta combinación no es creada por el punto mínimo de cada curva de costo promedio a corto plazo.: 235  Este error es reconocido como "error de Viner".
En un entorno de competencia perfecta a largo plazo, el nivel de equilibrio de la producción corresponde a la escala mínima eficiente (MES por sus siglas en inglés), marcado como Q2 en la gráfica. Esto se debe al requerimiento de beneficio nulo para un equilibrio en competencia perfecta. Este resultado implica que la producción se encuentra en un nivel en el que el costo promedio es el más bajo posible.: 259  lo anterior no implica que los demás niveles de producción no se encuentren el punto mínimo no sean eficientes. Todos los puntos a lo largo de la curva LRAC son eficientemente productivos por definición, pero no todos son puntos de equilibrio en un entorno perfectamente competitivo.
En algunas industrias, la parte inferior de una curva LRAC es grande en comparación con el tamaño del mercado (es decir, para todos los propósitos, este siempre está disminuyendo y las economías de escala existen de forma indefinida). Esto significa que la empresa más grande tiende a tener una ventaja en costos, y la industria tiende naturalmente a convertirse en un monopolio, por lo tanto es llamado un monopolio natural. Los monopolios naturales tienden a existir en industrias con altos costos de capital en relación con sus costos variables, como es el suministro de agua y el suministro de electricidad.: 312 

## Curva de costo marginal a corto plazo (SRMC por sus siglas en inglés)

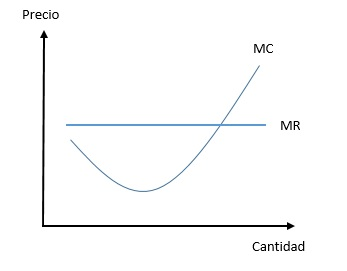
Curva típica de costo marginal

Una curva de costo marginal a corto plazo representa gráficamente la relación entre el costo marginal de producción incurrido por una empresa, en el corto plazo, de un bien o servicio y la cantidad producida. Esta curva se construye para capturar la relación entre el costo marginal y el nivel de producción, dejando otras variables constantes, como la tecnología y los precios de los recursos. La curva de costo marginal normalmente tiene forma de U al igual que las curvas pasadas. El costo marginal es relativamente alto en pequeñas cantidades de producción o salida; a medida que aumenta la producción, el costo marginal disminuye, alcanza un valor mínimo y después vuelve a incrementar. El costo marginal se muestra en relación con el ingreso marginal (MR por sus siglas en inglés), esto es el incremento en la cantidad de los ingresos por ventas que traerá cada una unidad adicional vendida del producto o servicio a la empresa. La forma de la curva de costo marginal se atribuye directamente al incremento y luego decremento de los rendimientos marginales (y a la ley de los rendimientos decrecientes). El costo marginal es igual a w/MPL.: 191  Para la mayoría de los procesos de producción el producto marginal de trabajo inicialmente incrementa, alcanzando un valor máximo y después cae constantemente mientras que la producción incrementa.
Por lo tanto el costo marginal cae inicialmente, alcanzando un valor mínimo, y luego empieza a incrementarse.: 209  La curva de costo marginal corta en sus puntos mínimos a las curvas de costo medio variable y la de costo total en el corto plazo. Cuando la curva de costo marginal se encuentra por encima de la curva de costo promedio, entonces esta última va en aumento. Cuando la curva de costo marginal está por debajo de la curva de costo medio, entonces la curva promedio va en decremento. Esta relación se sostiene independientemente de si la curva marginal está creciendo o decreciendo.: 226 .

## Curva de costo marginal a largo plazo (LRMC por sus siglas en inglés)
La curva de costo marginal a largo plazo muestra el costo total incurrido en el largo plazo por cada unidad producida, es decir, el periodo conceptual cuando todos los factores de producción son variables para minimizar el costo total medio en el largo plazo. Dicho de otra manera, la curva LRMC es el incremento mínimo en el costo total asociado con un incremento de una unidad en producción cuando todos los insumos son variables.
La curva de costo marginal a largo plazo está conformada por los rendimientos de escala, un concepto de largo plazo, más que por la ley de los rendimientos decrecientes, que es un concepto a corto plazo. La curva de costo marginal a largo plazo tiende a ser más plana que su contraparte de corto plazo debido a la mayor flexibilidad de los insumos, así como la minimización de los costos. La curva marginal a largo plazo se interseca con la curva de costo promedio de corto plazo en el punto mínimo de esta última.: 208 Cuando los costos marginales a largo plazo están por debajo de los costos promedios a largo plazo, estos últimos tienden a caer (así como las unidades adicionales de insumos).: 207  Cuando los costos marginales a largo plazo están por encima de los costos promedios a largo plazo estos últimos tienden a incrementar.: 207  Cuando los costos marginales a largo plazo se encuentra por encima los costos promedios a largo plazo, los costos promedio están aumentando. El costo marginal a largo plazo es igual al de corto plazo en el nivel mínimo de la curva de costo promedio de producción a largo plazo . LRMC es la pendiente de la función de costo total de LR.

## Representación gráfica de las curvas de costos

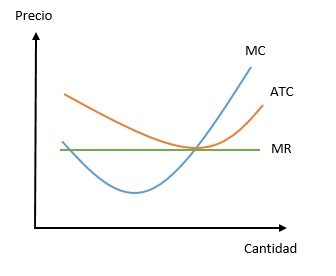
Curvas de costo en una competencia perfecta comparado con el ingreso marginal (MR)

Las curvas de costos se pueden combinar para proporcionar información acerca de las empresas. Por ejemplo, en la gráfica, se asume que las empresas se encuentran en un mercado con competencia perfecta. En este tipo de mercados el precio al que las empresas se enfrentan, sería el precio en el que la curva de costo marginal corta a la curva de costo promedio.

## Las curvas de costos y las funciones de producción
Asumiendo que los precios de los factores de producción son constantes, la función de producción determina todas las funciones de costo. La curva de costo variable es la función de producción a corto plazo invertida o la curva total de producción, donde su comportamiento y las propiedades son determinadas por la función de producción.: 209  Debido a que la función de producción determina el costo variable de la función, es necesario determinar la forma y propiedades de la curva de costo marginal y costo promedio.
Si la empresa es un "competidor perfecto" en todos los mercados de insumos, y por lo tanto los precios unitarios de todos los insumos no se ven afectados por la cantidad de los mismos que la empresa compre, entonces se puede demostrar que en un nivel particular de producción, la empresa tiene economías de escala (es decir, está operando en una región con pendiente negativa de la curva de costo promedio a largo plazo) si y solo si se ha incrementando los rendimientos de escala. Asimismo, este cuenta con deseconomías de escala (donde se opera en una región con pendiente positiva de la curva de costo promedio a largo plazo) si y solo si esta presenta rendimientos decrecientes de escala, y no tiene ni economías ni deseconomías de escala y si tiene rendimientos constantes de escala. En este caso, con la competencia perfecta en los mercados de insumos, el equilibrio del mercado a largo plazo implicará que todas las empresas estén operando en el punto mínimo de sus curvas de costos promedios a largo plazo (es decir, en el límite entre las economías y deseconomías de escala).
Sin embargo, si la empresa no es un "competidor perfecto" en los mercados de insumos, entonces las conclusiones anteriores deberán ser modifican. Por ejemplo, si existen rendimientos crecientes de escala en algún rango de los niveles de producción, pero la empresa es tan grande en uno o más mercados de insumos que el aumento de sus compras de insumos, hace subir el costo de insumos por unidad, entonces la empresa podría tener deseconomías de escala en ese rango de producción. Por el contrario, si la empresa es capaz de obtener descuentos por volumen de un insumo, entonces podría tener economías de escala en ese rango de producción, inclusos si tiene rendimientos decrecientes en producción en ese rango de producción.

## Relación entre las diferentes curvas
- Costo total = Costos fijos + Costos variables
- Costo marginal (MC por sus siglas en inglés) = dC/dQ; MC es igual a la pendiente de la función de costo total y de la función de costo variable.
- Costo total promedio (ATC por sus siglas en inglés) = Costo total/Q
- Costo fijo promedio (AFC por sus siglas en inglés) = Costo fijo/Q
- Costo variable promedio (AVC por sus siglas en inglés) = Costo variable/Q
- ATC = AFC + AVC
- El costo marginal está relacionado con las curvas de ATC y AVC:[8]: 212 
  - En el nivel de la Q en el cual el costo marginal es superior al costo total promedio o a la curva de costo promedio variable, la última curva es ascendente.[8]: 212 
  - Si el costo marginal está por debajo del costo total o del costo variable promedio, entonces la última curva está decreciendo.
  - Si el costo marginal es igual al costo total, entonces el costo total promedio esta en un valor mínimo.
  - Si el costo marginal es igual al costo variable, entonces el costo promedio variable esta en un valor mínimo.

La letra Q en las fórmulas representa la cantidad.

## Relación entre las curvas de corto plazo y largo plazo
Básico: Por cada cantidad de insumos, debe de haber un costo mínimo de capital y curva de costo promedia una a corto plazo asociada con la producción de la cantidad dada.
- Cada curva de costo total a corto plazo (STC por sus siglas en inglés) puede ser tangente a la curva de costo total a largo plazo (LRTC por sus siglas en inglés) en un solo punto. La curva STC no puede cruzar la curva LRTC.[2]: 230 [8]: 228–229  La curva STC puede situarse en su totalidad "por encima" de la LRTC sin punto de tangencia.[10]: 256

- Una curva STC es tangente a la curva LRTC a un nivel de minimización de costos en largo plazo de la producción. En el punto de tangencia LRTC = STC. En todos los demás niveles de la producción STC es mayor a la curva LRTC.[11]: 292–299

- Las funciones de costo promedio son las funciones de costo total dividido por el nivel de producción.Por lo tanto la curva SATC es también tangente a la curva LRATC en el nivel mínimo de costo de la producción. En el punto de tangencia LRATC = SATC. En todos los demás niveles de la producción SATC es mayor a la curva LRATC.[11]: 292–299  A la izquierda del punto de tangencia, la empresa está usando demasiado capital y los costos fijos son muy altos. A la derecha del punto de tangencia, la empresa está usando muy poco capital y la disminución de rendimientos del trabajo está causando que los costos se incrementen.[12]

- La pendiente de la curva de costo total es igual a la del costo marginal. Sin embargo cuando STC es tantgene a la curva de costo total (LTC por sus siglas en inglés), la curva de costo margina a corto plazo (SMC por sus siglas en inglés) = la curva de costo margina a largo plazo (LRMC por sus siglas en inglés)

- En el nivel de minimización de costos en el largo plazo de la producción LRTC = STC; LRATC = SATC y LRMC = SMC,[11] : 292–299 .

- En el nivel de minimización de costos en el largo plazo de la producción puede ser diferente del punto mínimo de la curva SATC.[8]: 229 [13]: 186 .

- Con los costos fijos unitarios de insumos, si la producción tiene rendimientos constantes de escala, entonces en un nivel mínimo de la curva SATC, tenemos que SATC = LRATC = SMC = LRMC.[11]: 292–299

- Con los costos fijos unitarios de insumos, si la función de producción presenta rendimientos crecientes de escala, el valor mínimo de la curva SATC es a la derecha del punto de tangencia, entre la curvas LRAC y la SATC.[11]: 292–299  Donde LRTC = STC, LRATC = SATC and LRMC = SMC.

- Con los costos fijos unitarios de insumos y los rendimientos decrecientes, el mínimo de la curva de SATC esta a la izquierda del punto de tangencia entre la curvas LRAC y SATC.[11]: 292–299  Where LRTC = STC, LRATC = SATC and LRMC = SMC.

- Con los costos fijos unitarios de insumos, una empresa que experimenta un incremento o decremento de rendimientos de escala y está produciendo en el valor mínimo de la curva SAC siempre puede recudir los costos promedios a largo plazo expandiendo o reduciendo el uso de los insumos fijos.[11]: 292–99 [13]: 186

- LRATC siempre será igual o menor a la curva SATC.[1]: 211

- Si el proceso de producción está presentado rendimientos constantes de escala, entonces el mínimo valor del SRAC es igual al costo promedio mínimo en el largo plazo. Las curvas LRAC y SRAC se intersecan en sus valores mínimos. Así, bajo los rendimientos constantes de escala SRMC = LRMC = LRAC = SRAC.

- Si el proceso de producción está presentado incrementos o decrementos, el costo promedio mínimo a corto plazo no es igual al costo promedio a largo plazo. Si existen rendimientos crecientes de escala, el mínimo valor en el largo plazo producirá en un nivel inferior de insumos que el SRAC. Esto es porque hay economías de escala que aún no se han explotado, entonces en el largo plazo una empresa siempre va a producir una cantidad al precio bajo en el coste promedio mínimo a corto plazo, utilizando una planta más grande.[14]

- Con la disminución de los rendimientos, el valor mínimo de la curva SRAC ocurre en el menor nivel de producción, esto porque la empresa reduce los costos promedio simplificando los decrementos de tamaño o con sus operaciones.

- El valor mínimo de SRAC ocurre cuando la pendiente es cero[15] Estos puntos de tangencia entre la curva LRAC en forma de U y el mínimo de la curva SRAC coincidiría solo con la parte de la curva de LRAC exhibiendo las economías de escala constantes. Para que los rendimientos crecientes a escala se encuentre en los puntos de tangencia entre la LRAC y SRAC, tendría que ocurrir en un nivel de producción por debajo del nivel, asociado con un valor mínimo de la curva SRAC.

Estas declaraciones asumen que la empresa está usando el nivel óptimo de capital de la cantidad producida. Si este no es el caso, entonces la curva SRAC estaría situada "totalmente por encima" de la LRAC y no sería tangente en ningún punto.

## Curvas en forma de U
Las curvas a corto y largo plazo  normalmente tienen una forma de U. Sin embargo, las figuras de las curvas se deben a los mismos factores. Para el la curva de corto plazo, la pendiente inicial se debe principalmente a la disminución de los costos fijos promedios.: 227  Los rendimientos crecientes en los niveles bajos de producción juegan un papel importante, mientras que la pendiente ascendente se debe a los rendimientos marginales decrecientes a los insumos variables.: 227  Con la curva a largo plazo, la figura por definición refleja las deseconomías de escala: 186  En los niveles inferiores de producción en el largo plazo, las funciones generalmente exhiben un incremento en los rendimientos de escala para las empresas que son competitivamente perfectos en los mercados de insumos, lo que significa que el costo promedio a largo plazo está cayendo;: 227  la pendiente ascendente de la función de costo promedio a largo plazo en los niveles más altos de producción se debe a la disminución de los rendimientos a escala, en esos niveles de insumos.: 227 